# Хадаркевич, Руслан Исаакович
Руслан Исаакович Хадаркевич (бел. Руслан Ісаакавіч Хадаркевіч; род. 18 июня 1993, Минск) — белорусский футболист, защитник.

## Клубная карьера
В 2010 году начал играть за клуб «Берёза-2010» во Второй лиге, а в следующем сезоне помог команде получить путевку в Первую лигу. В начале 2014 года он стал игроком мозырской «Славии», но не смог закрепиться в команде и летом покинул команду. Вскоре он присоединился к «Ислочи», но не сыграл ни одного матча за клуб.
В марте 2015 года он подписал контракт со «Смолевичи-СТИ», в котором ему удалось зарекомендовать себя в качестве ключевого центрального защитника. В январе 2017 года он приехал на просмотр в «Славию» и через три года снова стал игроком мозырского клуба. Сезон 2017 года начал в основном составе на позиции правого защитника, но с июля по октябрь не играл из-за травмы, и только по окончании сезона вернулся на поле. В сезоне 2018 помог «Славии» выиграть Первую лигу.
В первой половине 2019 года был основным защитником команды. В июле 2019 года покинул «Славию» и стал игроком солигорского «Шахтера». В 2019 году он появлялся на поле нерегулярно, а в сезоне 2020 года зарекомендовал себя игроком стартовом составе и помог выиграть национальный чемпионат.
В феврале 2021 года он продлил контракт с «Шахтером». В декабре 2022 года покинул клуб.
Присоединился к минскому «Динамо» 31 декабря 2022 года. В июле 2023 года покинул минский клуб, расторгнув контракт по соглашению сторон.
В июле 2023 года футболист присоединился к борисовскому БАТЭ.
Уже после старта чемпионата 2025 года перешел в «Минск», который стал седьмым клубом в карьере футболиста. В сезоне-2025 провел в чемпионате Беларуси 12 матчей и забил 1 гол. В июне 2025 года перешел в казахстанский «Атырау», став пятым белорусским футболистом в клубе после Василия Совпеля, Егора Хаткевича, Руслана Юденкова и Игоря Стасевича.

## Международная карьера
В ноябре 2020 года впервые получил вызов в национальную сборную Беларуси. Дебютировал 2 июня 2021 года в товарищеском матче против Азербайджана (1:2), сыграв все 90 минут на поле.

## Клубная статистика
| Сезон    | Дивизион | Клуб               | Страна                    | Матчи | Голы |
| -------- | -------- | ------------------ | ------------------------- | ----- | ---- |
| 2010     | Д3       | Берёза-2010        | Флаг Беларуси (1995—2012) | 12    | 0    |
| 2011     | Д3       | Берёза-2010        | Флаг Беларуси (1995—2012) | 23    | 0    |
| 2012     | Д2       | Берёза-2010        | Флаг Беларуси             | 24    | 1    |
| 2013     | Д2       | Берёза-2010        | Флаг Беларуси             | 18    | 0    |
| 2014 (1) | Д2       | Славия-Мозырь      | Флаг Беларуси             | 8     | 0    |
| 2014 (2) | Д2       | Ислочь             | Флаг Беларуси             | 0     | 0    |
| 2015     | Д2       | Смолевичи-СТИ      | Флаг Беларуси             | 24    | 0    |
| 2016     | Д2       | Смолевичи-СТИ      | Флаг Беларуси             | 23    | 1    |
| 2017     | Д1       | Славия-Мозырь      | Флаг Беларуси             | 13    | 0    |
| 2018     | Д2       | Славия-Мозырь      | Флаг Беларуси             | 22    | 0    |
| 2019 (1) | Д1       | Славия-Мозырь      | Флаг Беларуси             | 11    | 0    |
| 2019 (2) | Д1       | Шахтёр (Солигорск) | Флаг Беларуси             | 7     | 0    |
| 2020     | Д1       | Шахтёр (Солигорск) | Флаг Беларуси             | 25    | 0    |
| 2021     | Д1       | Шахтёр (Солигорск) | Флаг Беларуси             | 4     | 0    |

## Достижения
- Чемпион Беларуси (3): 2020, 2021, 2022[a]
- Обладатель Суперкубка Беларуси: 2021
- Чемпион Первой лиги Беларуси: 2018